# أنثيا (إفروس)
أنثيا (Άνθεια) هي مدينة في إفروس في مقاطعة فوريا إلادا في اليونان.
يبلغ عدد سكانها حوالي 942   نسمة.